# Symplocos monantha
Symplocos monantha är en tvåhjärtbladig växtart som beskrevs av Robert Wight. Symplocos monantha ingår i släktet Symplocos och familjen Symplocaceae. Inga underarter finns listade i Catalogue of Life.